# Сашин-Никольский, Александр Иванович
Алекса́ндр Ива́нович Са́шин-Нико́льский (Шура Никольский; 30 августа [11 сентября] 1894 — 27 сентября 1967) — советский актёр театра, кино, радио и эстрады. Исполнитель цыганских и старинных романсов, Народный артист РСФСР (1949). Известен как актёр второго плана в Малом театре и советском кино.

## Биография
Родился в Москве, 30 августа (11 сентября) 1894 года, в семье Ивана Васильевича Никольского, священника Георгиевской церкви (застроена в 1934 году) в Георгиевском переулке. Мать — Глафира Петровна (в дев. Ключарёва), в семье было ещё 5 сестёр. Отец преподавал в училище Малого театра и в хореографическом училище Большого театра, жили бедно, но в обоих театрах ему полагалась ложа, поэтому семья часто посещала театры.
В 1913—1914 годах семьи Никольских и Ключарёвых (брат Глафиры Петровны — Алексей Петрович Ключарёв) жили на даче в деревне Хомутово (Соколовская (станция)). С детства мечтал о сцене Малого театра.
Семья Никольских несколько лет жила в подмосковном Останкино, где в любительском театре в усадьбе состоялся первый спектакль Шуры Никольского.

### Образование
В 1911 году окончил московскую гимназию № 11 и поступил на юридический факультет университета, который оставил в 1916 году.
С 1915—1917 годах учился в Московском филармоническом училище, у Н. К. Яковлева, И. А. Рыжова. Часто выступал в студенческих и подмосковных дачных театрах, играл в спектаклях и операх.

### Творчество
В 1918 году был принят в Театр драмы и комедии на Тверской, одновременно работал в Театре драмы и комедии «Весёлые маски», а также был солистом в Государственном хоре цыганской песни и романса под руководством Н. Кручинина (Хлебникова).
После 1917 года виртуозно играл на гитаре, выучил песни на цыганском языке, обладал абсолютным слухом и превосходным голосом

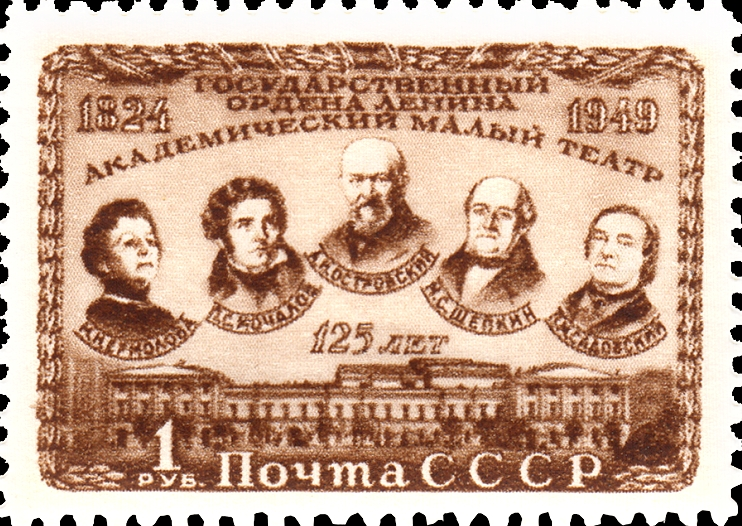
Почтовая марка СССР, 1949 год: 125 лет Малому театру

В 1919—1956 годах — актёр Малого театра. В театр его принял А. И. Южин.
Проявил себя как мастер характерных ролей второго плана, полных тёплого юмора и сочувствия к судьбе исполняемого персонажа. В спектакле «Горе от ума» Сашин-Никольский играл роль князя Тугоуховского. Эта роль не просто маленькая, она вообще не имеет слов. Но актёр играл её как роль, имеющую большой смысл и большое содержание.
В 1926 году нарком просвещения А. В. Луначарский так писал об одной из первых ролей артиста:

Часто самые маленькие роли, например конвойный (Никольский), выполнены с поражающей правдой, талантом и проникновением в наши чисто русские, народные типичные черты.— Луначарский о театре и драматургии
В 1928 году выбрал себе псевдоним Сашин-Никольский, как продолжатель творчества актёра малого театра Владимира Сашина (1856—1918), и из-за того, что в труппе был однофамилец.
В 1940—1962 годах снимался в советских фильмах и дублировал иностранные.
В 1941—1942 годах был с театром в эвакуации в городе Челябинск.
В 1959 году, во время празднования 135-летия Малого театра, занял место в президиуме ветеранов театра, и был встречен стоя, овациями.
В 1961 году его последней ролью был «отец Само» в спектакле «Косари» Д. Елина-Пелина, инсцинировка В. Ильина, режиссёр А. Шипов.

### Последние годы жизни
С 1953 года жил на Первой Брестской улице, до этого в коммунальных квартирах.
В 1956 году вышел на пенсию, но продолжил съёмки в кино, дублирование и озвучивание фильмов и выступления на радио.
Последние годы жизни он часто болел, всегда мёрз, страдал от нервных расстройств, много лет посещал санаторий Малого театра в «Щелыково».
За всю свою жизнь ни разу не выезжал из СССР.
Скончался 27 сентября 1967 года от кровоизлияния в мозг. Гражданская панихида и похороны состоялись 30 сентября на Введенском кладбище (3 уч.).

## Семья
Жена, с 1937 года — Тёмкина, Валентина Васильевна (8 февраля 1915 — 6 октября 1993) — актриса Малого театра (1934—1988), Заслуженный работник культуры РСФСР (4.11.1974). Детей не было.
- Двоюродная сестра — Вера Сергеевна Маркина (в дев. Никольская; 1883—1968), мать художника Сергея Маркина (1903—1942).

## Награды и звания
- 1937 — Заслуженный артист РСФСР
- 26 октября 1949 — Орден Трудового Красного Знамени — за выдающиеся заслуги в развитии русского театрального искусства и в связи с 125-летием со дня основания Государственного ордена Ленина Академического Малого театра[16]
- 26 октября 1949 — Народный артист РСФСР — за выдающиеся заслуги в развитии советского театрального искусства и в связи с 125-летием с дня основания Государственного ордена Ленина Академического Малого театра[17]

## Роли и произведения
Роли в Малом театре
- 1919 — Брендавуан — «Скупой» Ж.-Б. Мольера
- 1919 — Трактирный слуга — «Ревизор» Н. Гоголя
- 1920 — Гриб-Солей — «Женитьба Фигаро» Бомарше
- 1921 — Петр — «Лес» А. Островского
- 1921 — Г. Д. — «Горе от ума» А. Грибоедова
- 1922 — Сент-Эстеф — «Путь к славе» Э. Скриба
- 1922 — Брусило — «Снегурочка» А. Островского
- 1923 — Илья — «Бесприданница» А. Островского
- 1924 — В народных сценах — «Юлий Цезарь» У. Шекспира
- 1924 — Яша Гуслин — «Бедность не порок» А. Островского
- 1924 — Кристи — «Ученик дьявола» Б. Шоу
- 1926 — Пикалов — «Любовь Яровая» К. Тренева
- 1926 — Конико — «Лево руля» В. Билль-Белоцерковского
- 1926 — Музыкант — «Иван Козырь и Татьяна Русских» Д. Смолина
- 1926 — Письмоводитель — «Завтрак у предводителя» И. Тургенева
- 1926 — Иван Малышев — «Аракчеевщина» И. Платона
- 1926 — Никифоров — «Брат наркома» Лернера
- 1926 — Щебнев — «Свадьба Кречинского» А. Сухово-Кобылина
- 1927 — Дирк — «Бархат и лохмотья» А. Луначарского
- 1927 — Патийон — «Пока они сражались» В. Сирилъ, Э. Берже
- 1928 — Гольцов — «Шутники» А. Островского
- 1928 — Аникеич — «Гусары и голуби» В. Волькенштейна
- 1928 — Никодим — «Сестры Кедровы» И. Григорьева-Истомина
- 1928 — Паламаренко — «Жена» К. Тренева
- 1928 — Стрижаков — «Огненный мост» Б. Ромашова
- 1929 — Первый мастеровой — «Растеряева улица» М. Нарокова
- 1930 — Загорецкий — «Горе от ума» А. Грибоедова
- 1930 — Мотыльков — «Смена героев» Б. Ромашова
- 1930 — Федосеич — «Ледолом» В. Чуркина
- 1931 — 3-й мужик — «Плоды просвещения» Л. Толстого
- 1931 — Елеся — «Не было ни гроша, да вдруг алтын» А. Островского
- 1931 — Аникей — «Ясный лог» К. Тренева
- 1933 — Непутевый — «На бойком месте» А. Островского
- 1934 — Ларри — «Анна Кристи» Ю. О’Нил
- 1934 — Переходов — «Последняя бабушка из Семигорья» И. Евдокимова
- 1936 — Син Бин-у — «Бронепоезд 14-69» Вс. Иванова
- 1936 — Пахомов — «Смерть Тарелкина» А. Сухово-Кобылина
- 1939 — Митька Юлок — «Жизнь» Ф. Панферова
- 1940 — Шмага — «Без вины виноватые» А. Островского
- 1940 — Остап — «В степях Украины» А. Корнейчука
- 1941 — Глеб Меркулыч — «Правда — хорошо, а счастье лучше» А. Островского
- 1941 — Капитан Тимохин — «1812 год» И. Судакова
- 1946 — Перчихин — «Мещане» М. Горького
- 1948 — Слепец и певец — «Наш современник» К. Паустовского
- 1949 — Хлопов — «Ревизор» Н. Гоголя (1949). Реж. В. Цыганков
- 1950 — Бобыль — «Снегурочка» А. Островского
- 1950 — Учитель — «Люди доброй воли» Г. Мдивани
- 1951 — Голутвин — «На всякого мудреца довольно простоты» А. Островского
- 1953 — Тугоуховский — «Горе от ума» А. Грибоедова
- 1959 — Василий Семёныч Кузовкин «Нахлебник» И. Тургенев[18].

### Фильмография
Роли в кинофильмах:
- 1940 — Любимая девушка
- 1952 — крестьянин Петров, Композитор Глинка
- 1953 — почтальон, Чук и Гек
- 1954 — Пётр Леонтьевич, отец Анны — Анна на шее
- 1956 — суфлёр, На подмостках сцены
- 1957 — хирург, Екатерина Воронина
- 1957 — коридорный Семён — Сапоги
- 1958 — врач, Добровольцы
- 1962 — Харин.

Роли в фильмах-спектаклях:
- 1951 — Глеб Меркулыч, «Правда хорошо, а счастье — лучше», А. Островский
- 1959 — Первый мастеровой, «Растеряева улица», Г. Успенский

Дубляж в иностранных фильмах:
- 1954 — Пиквик, «Записки Пиквикского клюба»,
- 1954 — дядюшка героя, «Фанфан-Тюльпан»,
- 1954 — отец героя, «Дорога дизни»,
- 1954 — Гавелька, «По следам врага»,
- 1954 — дядюшка, «Я и мой дядюшка»,
- 1955 — старик Брша, «За 14 дней»,
- 1956 — Амон скрипач, «Вена танцует»,
- 1956 — Томчек Гофман, «Американский дядюшка»,
- 1956 — учитель музыки, «Уличная серенада»,  ФРГ
- 1959 — доктор Древс, «Я ищу тебя»,  ФРГ
- 1960 — кучер, «Большой вальс», .

### Радио
Роли в радио спектаклях:
- 1947 — Алёша, «Чарома»
- 1949 — Бобыль, «Снегурочка»
- 1957 — Серафим, «Дело Артамоновых»
- 1957 — свидетель Герасим, «По ревизии»
- 1957 — Лука Сильвестрович, «Следопыты»
- 1958 — «Аэлита»

### Дискография
- 1970 — А. И. Сашин-Никольский. Творческий портрет. Мелодия, 33 об., 12", 33Д 028003-4[19].

Фрагменты из спектаклей; Любовь Яровая (К. Тренев); Ревизор (Н. Гоголь); Яблонька (А. Ольшанский); Правда хорошо, а счастье лучше (А. Островский), Мещане (М. Горький);
Наш современник (К. Паустовский); Нахлебник (И. Тургенев)

### Композитор
Музыка А. И. Сашина-Никольского
- Лотос — стихи Г. Гейне.
- Тени слетали …